# Abby Arthur Johnson
Abby Ann Arthur Johnson é uma escritora e educadora.
Ela trabalhou no departamento de inglês da Universidade Howard. Abby Ann escreveu livros com Ronald Maberry Johnson, que lecionou no departamento de história da Universidade de Georgetown. Juntos, escreveram livros sobre revistas afro-americanas e o Cemitério do Congresso. Ela também escreveu artigos sobre Jessie Redmon Fauset e a Renascença do Harlem, além de Margaret C. Anderson e The Little Review.

## Trabalhos
O livro dos Johnsons, Propaganda e Estética: a Política Literária das Revistas Afro-Americanas no Século XX, examinou a história das revistas afro-americanas.
Em 2012, os Johnsons publicaram In The Shadow of the United States Capitol: Congressional Cemetery and the Memory of the Nation, que detalha a história do Cemitério do Congresso.

## Escritos

### Livros
- Propaganda e estética: a política literária das revistas afro-americanas no século XX por Abby Arthur Johnson e Ronald Maberry Johnson, imprensa da Universidade de Massachusetts (UMASS), 1979[8][9]
- Na sombra do Capitólio dos Estados Unidos: Cemitério do Congresso e a Memória da Nação com Ronald Maberry Johnson, 2012[10]

### Artigos
- Dissertação de doutorado de 1973 na Universidade de Michigan[11]
- "A promessa do batismo: introdução artística ao batismo nas Escrituras e na tradição reformada" 1976
- "Parteira Literária: Jessie Redmon Fauset e a Renascença do Harlem"[12]
- "Forgotten Pages: Black Literary Magazines in the 1920s" Journal of American Studies 1974 e publicado online pela Cambridge University Press: 16 de janeiro de 2009
- "A Revista Pessoal: Margaret C. Anderson e a Pequena Revisão, 1914–1929"